# Goniothalamus grandiflorus
Goniothalamus grandiflorus är en kirimojaväxtart som först beskrevs av Otto Warburg, och fick sitt nu gällande namn av Jacob Gijsbert Boerlage. Goniothalamus grandiflorus ingår i släktet Goniothalamus och familjen kirimojaväxter. Inga underarter finns listade i Catalogue of Life.